# 夕張市の図書館
夕張市の図書館（ゆうばりしのとしょかん）では、北海道夕張市の図書館について記載する。
夕張市の市立図書館は経済破綻の影響により一時期なくなっていたが、南清水沢に2020年3月1日開館した拠点複合施設「りすた」内でりすた図書館として再開した（後述）。

## 夕張文庫
夕張文庫は、1921年（大正10年）10月1日、教育勅語発布30年記念として、寄付により夕張第1小学校内に設置された。その後、1929年（昭和4年）11月に本町5丁目の公会堂に移転した。但し、利用は学生やその他一部に限られていた。

## 市立夕張図書館
市立夕張図書館は、本町1丁目53番地の旧市営住宅跡に建設され、1951年（昭和26年）8月26日に開館した。その後旭町の市役所別館に移転。一時期2階に夕張市美術館が入居した。2007年（平成19年）3月に閉館。閉館前は約6万冊の蔵書、4人の職員により運営されていた。

## 保健福祉センター図書コーナー
市立夕張図書館の閉館後、保健福祉センターの図書コーナーとして2007年（平成19年）4月に開設された。それまで6万冊あった蔵書を2万冊まで減らしたが、公営住宅や学校に近いため利用者は増えた。また、2006年度の図書館主催の読み聞かせ講座をきっかけにできた読み聞かせボランティアサークル「ひなたBOOK☼」と、夕張子ども文化の会「かぜちゃる」がイベントを通じて協力していた。

## りすた図書館
2020年（令和2年）3月1日に開館した夕張市拠点複合施設「りすた」内に移転し、「りすた図書館」として市立図書館が再開された。